# Vila Maior (São Pedro do Sul)
Vila Maior ist eine Gemeinde (Freguesia) im portugiesischen Kreis São Pedro do Sul. In ihr leben 872 Einwohner (Stand 19. April 2021).